# Carnivoramorfs
Els carnivoramorfs (Carnivoramorpha) són un clade de mamífers que inclou l'ordre modern dels carnívors i els seus parents extints més propers, però que exclou els creodonts. Els creodonts, més antics, són un tàxon germà dels carnivoramorfs que data a fa 58,7 milions d'anys. Els carnivoramorfs més antics són els viverràvids i el viverràvid generalment acceptat més antic és Protictis, de fa 63 milions d'anys. Ravenictis, del Canadà, també podria ser un carnivoramorf, cosa que tiraria la data enrere a fa almenys 65 milions d'anys.